# Клуб Африкен
«Клуб Африкен» (араб. النادي الأفريقي, фр. Club Africain) — туніський футбольний клуб з міста Туніс. Є одним з найтитулованіших клубів країни. Домашні матчі проводить на Стад ель-Мензах в Тунісі, який вміщує 45 000 глядачів.
Це один з двох найбільших клубів зі столиці Тунісу разом з «Есперансом». Дербі між цими клубами мають велику інтенсивність і вносять свій внесок у суперництво між двома клубами і їх прихильниками.

## Досягнення

### Національні
- Чемпіон Тунісу — 13 (1947, 1948, 1964, 1967, 1973, 1974, 1979, 1980, 1990, 1992, 1996, 2008, 2015)
- Володар Кубка Тунісу — 11 (1965, 1967, 1968, 1969, 1970, 1972, 1973, 1976, 1992, 1998, 2000)
- Володар Суперкубка Тунісу — 3 (1968, 1970, 1979)

### Міжнародні
- Ліга чемпіонів КАФ
  - Переможець: 1991

- Кубок володарів Кубків КАФ
  - Фіналіст: 1990, 1999

- Арабська ліга чемпіонів
  - Переможець: 1997
  - Фіналіст: 1988, 2003